# Hyttefad
Et hyttefad er et fiskeriredskab bestående af en som regel bådformet tilspidsede trækasser med talrige gennemborede huller i siderne til gennemstrøm af vand. Hyttefade anvendes til opbevaring af levende indfangede fisk således, at disse kan holde sig længere end ved omgående ihjelslagning.
Udover denne traditionelle forståelse af ordet anvendes begrebet også i anden sammenhæng. På visse offentlige arbejdspladser anvendes begrebet hyttefad for en arbejdskuvert til brug for postforsendelse internt i en offentlig myndighed. I denne relation anvendes, udover hyttefad, tillige begrebet tjenestekuvert.